# .kh
.kh је највиши Интернет домен државних кодова (ccTLD) за Камбоџу. Овим доменом администрира Министарство за поште и телекомуникације Камбоџе.